# Bis(2-ethylhexanoáto)-hydroxidohlinitý komplex
Bis-2-ethylhexanoát hydroxyhlinitý je komplex hliníku a kyseliny 2-ethylhexanové, se vzorcem C16H31AlO5, mírně hygroskopická pevná látka. Používá se jako zahušťovací přísada v různých výrobcích, například napalmu.